# Политические взгляды Владимира Жириновского
Существуют разные точки зрения на то, какими были политические взгляды Владимира Жириновского. По мнению информационно-исследовательского центра «Панорама», политик неоднократно менял свои взгляды, хотя его партия только в 1991 году приняла в качестве идеологии национал-патриотическую в «государственническо-имперском варианте». По оценке Г. А. Сатарова, директора Центра прикладных политических исследований ИНДЕМ, Владимир Жириновский в 1991 году относился к представителям так называемой «левой оппозиции» вместе с Сергеем Бабуриным, Альбертом Макашовым и Ниной Андреевой. Лидер КПРФ Геннадий Зюганов утверждал, что Жириновский всю свою жизнь был монархистом, хотя иногда делал заявления в поддержку республиканского государственного строя. Сам Жириновский при этом неоднократно выражал своё неприязненное отношение к коммунистам и КПРФ в частности. Несмотря на то, что за свою политическую карьеру Жириновский внёс большое количество предложений развития общества и государства, часто противоречащих друг другу, некоторые из его идей действительно были реализованы на практике. В дальнейшем политики и эксперты стали видеть в его выступлениях по поводу изменения политической системы России некий зондаж общественного мнения в интересах властей.
В 2006 году ВЦИОМ провёл опрос граждан России на тему их отношения и восприятия Жириновского как политика: 21 % респондентов назвали его сторонником развития рынка и политической демократии, 20 % — защитником русских национальных ценностей, 16 % — сторонником приоритета социальной справедливости, 13 % отрицали наличие ярко выраженных идейно-политических взглядов, а 30 % затруднились с ответом. Имидж Жириновского при этом подвергался критике: министр обороны США Уильям Перри, побывавший в 1996 году в Государственной думе РФ, в своих мемуарах описал Жириновского как одного из немногих политиканов, готовых говорить что угодно в угоду моменту, а публицист Егор Просвирнин иронично называл Жириновского прекрасным эстрадным актёром, не имевшим к политике никакого отношения, который мог говорить «совершенно противоположные вещи с интервалом в одну минуту, ничуть не сбиваясь и не меняя выражения лица».

## Государственный строй

### Выбор между монархией и республикой
Жириновский делал ряд заявлений в поддержку реставрации монархии в России, называя самодержавие основой существования России. Так, 14 августа 2014 года на встрече в Ялте представителей Государственной думы, членов российского правительства и президента страны Владимира Путина Владимир Вольфович предложил назначить последнего на новую должность «Верховного правителя», заменить официальный российский триколор на чёрно-жёлто-белый флаг, а современный гимн России — на «Боже, царя храни!». Кроме того, Жириновский на той же встрече предложил ввести должность министра пропаганды в правительстве. В декабре 2014 года Жириновский выступил за установление в России выборной монархии и полный запрет любых политических партий. По мнению Жириновского, восстановление православия в полном объёме и реставрация самодержавия могли бы обеспечить стабильное развитие страны, а президентские выборы в стране он считал неудачной адаптацией опыта США или Франции. Диктатуру и демократию он иронично называл «запором» и «поносом» соответственно.
С другой стороны, Жириновский делал высказывания в поддержку развития республиканского устройства страны. В 2011 году Жириновский в интервью радио «Свобода» сказал, что его партия выступает за преобразование России в парламентскую республику с выбором главы государства не путём всеобщих выборов, а по итогам голосования на заседании палаты. Также он выступил за идею разделения бюджета Государственной думы между фракциями, как в бундестаге. В интервью того же года ТАСС он сказал, что президентская республика будет ему импонировать только в том случае, если президент будет играть роль «арбитра между всеми». В 2012 году он называл идеальным вариантом переход к парламентской республике как высшей форме демократии, при которой президент избирается на один срок депутатами: будучи главой государства, он имел бы право награждать государственными наградами и принимать послов других государств. Оптимальный срок полномочий президента и любого руководителя на любом уровне, по мнению Жириновского, должен был составлять 5 лет.
В 2018 году Жириновский выступил за изменение ряда положений Конституции, считая, что полномочия президента России слишком велики, а полномочия Федерального собрания слишком малы. В 2020 году он снова заявил, что главу государства должны выбирать не путём всенародных президентских выборов, но предложил уже это делать по итогам заседания Государственного совета, куда должны входить «человек 40-50 самых авторитетных людей».

### Идеология
В 1992 году в интервью журналисту газеты «Новый взгляд» Андрею Ванденко Жириновский заявил о Гитлере следующее:

Это политический деятель Германии, которого мы видели немножко в искажённом свете. Конечно, некоторые дела и поступки Гитлера принесли вред Германии. Какие-то ультрарадикальные заявления сыграли против, а в целом его идеология ничего негативного в себе не содержит.

В интервью Юрию Дудю в 2017 году Жириновский категорически заявил, что Ванденко исказил его слова и что «в таком чистом виде» он не мог говорить это, потребовав предоставить ему свидетельства фиксации его слов. Он при этом подчеркнул, что осуждает нацистскую идеологию и что его личное отношение к Гитлеру и Бенито Муссолини является крайне отрицательным.
В 2004 году в интервью Дмитрию Гордону Жириновский сказал, что в России, как и в других странах, отсутствуют возможности для принятия какой-либо идеологии в качестве государственной.

### Административно-территориальное деление
В плане административно-территориального деления страны Жириновский поддерживал унитарное централизованное государство с таким территориально-административным устройством, основной единицей которого была бы губерния. Национально-территориальный принцип деления страны он отвергал начисто. В разное время он называл разное количество подходящих для деления субъектов в стране: от 7-12 (с возможностью ассимиляции малых народов) до 40 губерний с населением по 3-4 миллиона без каких-либо республик, областей и округов (в последнем случае он поддерживал укрупнение территорий). Автономные республики он считал признаком деления государства по национальному признаку и предпосылкой для распада государства; также он полагал, что региональные законы не могут иметь большую силу по сравнению с федеральными в случае, если противоречат последним. Национальные названия регионов Жириновский не считал нужными, а на территории республик Северного Кавказа считал необходимым ввести прямое президентское правление. Считается, что учреждённые в 2000 году Владимиром Путиным федеральные округа были образованы по идее ЛДПР. В 2006 году были упразднены шесть автономных округов с целью укрупнения территорий других регионов: Жириновский считал, что таким образом укрупнить можно было намного больше регионов.

### Парламент и губернаторы
В 2004 году Жириновский называл Государственную думу «совестью России», поскольку её депутаты в совокупности отражали взгляды граждан и обязаны были следовать принципам морали. В то же время он предлагал варианты реформирования Думы: так, среди его идей было снижение избирательного ценза до 16 лет, закрепление 250 мандатов в Думе за людьми в возрасте от 21 до 40 лет и проведение выборов исключительно по партийным спискам, чтобы обеспечить наличие «сильных партий» (при том, что в апреле 2021 года Дума приняла предложенный ЛДПР закон об увеличении общефедеральной части списка партий на выборах Думы с 10 до 15 кандидатов). Голосование по партийным спискам он считал предпочтительным не только при выборе депутатов в Государственную Думу, но и в парламенты регионов. В 2012 году он выступил против избрания депутатов по одномандатным округам, поскольку, по его мнению, в Думу таким образом могли попасть знаменитости, не имеющие отношения к политике. Одномандатные округа он также считал одной из предпосылок к развитию сепаратизма, а депутатов-одномандатников упрекал в том, что они были «под каблуком у губернатора» и никогда не поднимали вопросы и проблемы своих конкретных регионов. По его инициативе в 2019 году Дума даже изменила порядок работы: рабочий день парламентариев во вторник вырос на час, а по четвергам в рамках «десятиминутки» слово предоставлялось только руководителям партий.
Жириновский неоднократно призывал «укреплять центральную власть и экономить на выборах губернаторов», поддерживая назначение губернаторов «сверху». Так, в 2004 году он выступил за то, чтобы именно президент назначал губернаторов, поскольку это было лучше по сравнению с приведением их к власти через местные законодательные собрания. В 2012 году он сказал, что реальные выборы губернаторов могли бы пройти в 2016 или 2017 году, а до этого действовавшая власть сама бы назначала руководителей регионов. В 2021 году он назвал глав регионов «наместниками президента», которые занимают свой пост в результате фактического назначения свыше, отчитываются перед Президентом России о своей должности и могут быть сняты им в любой момент со своих должностей.

## Экономика
Начиная с 1996 года, Жириновский неоднократно требовал пересмотреть итоги приватизации, призывая в 2012 году рассмотреть возможность национализации тяжёлой промышленности, которой частный сектор был не в состоянии управлять. Все компании, которые добывали сырьё и перерабатывали, он призывал превратить в государственные и народные предприятия, а акционерами сделать всех граждан России. Он считал фиктивными валютные курсы с привязкой к доллару и призывал вообще отказаться от использования доллара в российской экономике. В то же время он критиковал власти за то, что они не дают «толчок» малому бизнесу и не сдерживают обещания о создании для него благоприятных условий. Положение Конституции о праве продажи недр частным лицам он считал также неприемлемым, считая допустимой в лучшем случае аренду на 49 лет.
В 1991 году во время выборов президента РСФСР Жириновский активно выступал в поддержку притока зарубежного капитала и гарантии неприкосновенности иностранных инвестиций, а также высказывался о намерении снять ограничения с любых видов экономической деятельности. Спустя 5 лет он призвал ввести государственную монополию на экспорт энергетических и сырьевых ресурсов за рубеж, а в 2000 году — на алкоголь, табак и сахар. Он выступал за ограничение закупок продовольствия за рубежом и поддерживал контроль над вывозимым за границу капиталом.
В вопросе налоговой политики в 1996 году Жириновский призывал подчинить её целям развития товарного производства в стране, как и валютную и таможенную, а также предлагал ограничить налоги для предприятий на отметке 40 % годовой прибыли и упразднить НДС. В 2000 году в предвыборной программе он снизил налоговую отметку для предприятий до 30 %, а также пообещал списать долги по налогам и штрафам со всех сельхозпроизводителей. В 2012 году он предложил распределить налоги между центром и регионами в соотношении 30:70, чтобы наполнить бюджеты регионов, а бюджетные расходы на душу населения должны были стать равными для всех регионов страны. В то же время Жириновский выступал за полную отмену налогов на территории Дальневосточного федерального округа и за восстановление так называемого «северного коэффициента», а также поддерживал введение прогрессивной шкалы налогообложения со ставкой от 5 до 30 % и освобождение от подоходного налога малоимущих с доходами 15 тысяч рублей на семью. Оптимальной минимальной зарплатой на 2012 год считал сумму в 15 тысяч рублей, средней — от 30 до 50 тысяч, максимальной — 150 тысяч рублей.
В разное время Жириновский выдвигал разные требования о реформировании структуры ЖКХ, в том числе о её национализации (2012 год), учреждении министерства ЖКХ (2013 год, в виде министерства оно появилось 28 ноября 2013 года) и полной отмены оплаты услуг ЖКХ (2019 год). Он выступал также за ликвидацию любых долгов по квартплате, за электричество и газ для пенсионеров и для российских граждан с доходами менее 7 тысяч рублей за счёт дополнительных доходов федерального бюджета.
Введённые в 2014 году санкции в связи с украинскими событиями Жириновский считал стимулом для реализации положений политики протекционизма в российской экономике, хотя отмечал, что не для всех импортных товаров (например, автомобилей иностранных марок) удалось разработать равноценные по качеству и цене аналоги.

## Внутренняя политика
Жириновский объяснял свою популярность и популярность своей партии на выборах тем, что не был коммунистом, сторонником реформ, ставленником коммерческих структур или «прозападным» человеком. Также он гордился тем, что никогда не имел никакого отношения к КПСС или возникшим и разросшимся после распада СССР криминальным группировкам. О сторонниках своей партии Жириновский в 2017 году заявил, что официально её поддерживают 7 миллионов человек, неофициально — минимум в два раза больше, и среди них есть люди разных взглядов.

### События сентября — октября 1993 года
Существуют разные сведения об отношении Владимира Жириновского к разгону Съезда народных депутатов и Верховного совета России. По одним данным, 4 октября 1993 года Жириновский встал на сторону Бориса Ельцина, о чём сообщалось в одном из выпусков новостей; в другом интервью говорилось, что он якобы выбрал «розовых красных» из Кремля как «меньшее зло» по сравнению с «красными красными» из Белого дома. По мнению Дмитрия Камышева, это позволило ЛДПР принять участие в первых выборах в Государственную думу, в то время как другие радикальные партии не были допущены. В 2004 году в интервью Дмитрию Гордону Жириновский заявил, что занимал тогда «нейтральную позицию», поскольку видел злоупотребления полномочиями и со стороны Ельцина, и со стороны Верховного совета.
20 сентября 2013 года Жириновский на пленарном заседании Государственной думы касаемо выборов в Ростовской области в своём выступлении назвал разгон Верховного Совета «самым чудовищным преступлением в истории человечества», поддержав позицию Николая Харитонова по этому вопросу. Во время дебатов, проходивших 28 февраля 2018 года во время президентской избирательной кампании, кандидат от Российского общенародного союза Сергей Бабурин, бывший среди руководителей Верховного совета России, заявил в эфире телеканала «Россия-1», что участвующий в дебатах от ЛДПР Жириновский поддержал в 1993 году разгон парламента. В ответ на это Жириновский публично обвинил Бабурина во лжи: завязалась масштабная перепалка, в ходе которой Жириновского облила водой ещё одна кандидат в президенты, телеведущая Ксения Собчак.

### Уголовное законодательство
В 2009 году Жириновский предложил снять действующий мораторий на смертную казнь и разрешить её приведение в исполнение в отношении лиц, виновных в «зверских убийствах» или «экономических преступлениях, подрывающих национальные интересы» (например, вывоз за рубеж суммы в размере 1 млрд долларов США и выше). Помимо этого, он предлагал выносить смертную казнь в отношении террористов и высокопоставленных чиновников, причастных к коррупционным схемам и совершающих выгодные для террористов действия. В ответ на основной аргумент противников смертной казни, что вследствие ошибки или сговора может быть казнён невиновный человек, Жириновский предлагал автоматически приговаривать к смертной казни судью, который по ошибке вынес смертный приговор, приведённый в итоге в исполнение. Эта мера, по мнению Жириновского, могла бы полностью исключить ошибочные смертные приговоры, однако параллельно с этим Жириновский озвучивал то, что отменять мораторий в стране уже поздно. Приговорённым к смерти, согласно интервью 2009 года «Коммерсанту», он мог бы предложить альтернативу — «отправлять на рудники или испытывать на них лекарства».
В плане борьбы с коррупцией Жириновский предлагал ужесточить контроль над чиновниками, в том числе обеспечить электронную слежку за документооборотом в любом учреждении, ввести прослушивание телефонных звонков, контролирование счетов и времени рассмотрения документов. Также он предлагал гонорар людям за сообщение о крупной взятке: по его словам, подобные меры позволили бы значительно повысить количество сообщений о взятках и вымогательствах и избавить граждан от страха.
Жириновский поддерживал принятие в России закона о праве граждан на хранение личного огнестрельного оружия, при этом отмечая, что в российском законодательстве есть пробелы в связи с многочисленными случаями незаконного применения разрешённого травматического оружия. В июле 2011 года его фракция внесла в Госдуму законопроект о легализации огнестрельного оружия в стране; в дальнейшем Жириновский предлагал давать подобные разрешения всем психически здоровым людям, а также тем, у кого не было судимостей по средним и тяжким статьям Уголовного кодекса РФ.
Жириновский предлагал гуманизировать уголовное законодательство и исключить тюремное заключение из списка наказаний за нетяжкие правонарушения: по его словам, в тюрьмы должны были отправляться только виновные в убийствах, изнасилованиях, обороте наркотиков, кражах и мошенничествах в особо крупных размерах. Альтернативой тюремному заключению за нетяжкие преступления он считал штрафы или ограничение свободы в виде подписки о невыезде. Также он выступал за отмену 282 статьи УК РФ («Возбуждение ненависти либо вражды, а равно унижение человеческого достоинства»), считая её «антирусской».

### Вооружённые силы
Жириновский активно выступал за многократное повышение финансирования вооружённых сил, сфер образования и здравоохранения, считая, что средства, на которые олигархи и миллиардеры приобретали имущество, должны были использоваться для развития страны. В 2000 году поддержал расширение экспорта оружия из России. Считал, что для развития армии и поддержания уровня безопасности страны постоянно необходимы какие-то вооружённые конфликты, но для России как для страны, которая не участвовала в непрерывных войнах, более подходящей он считал профессиональную армию на добровольной основе, а не на призывной. Сокращение срока службы, по мнению ЛДПР, привело к тому, что призывная армия оказалась «школой резервистов», в то время как боевые операции могут проводить только профессионалы. Отказ от призывной системы Жириновский предлагал сбалансировать введением военной подготовки с детства на примере движения «Юнармия» и восстановлением военной кафедры, а также организацией сборов резервистов. Оптимальным сроком контракта он считал контракт на год или два с возможностью многократного продления, а для армии он считал востребованным специалистов не только в военных, но и гражданских и смежных областях. Для финансирования армии он считал необходимым прекращение оттока капитала и недопущение его использования олигархами для приобретения частной собственности.
Жириновский отмечал необходимость военной и идеологической подготовки армии к конкретным реалиям: по его словам, подготовка советской армии предусматривала ведение боевых действий против западных стран, однако роковой ошибкой стала переброска армии «на Юг», а в ходе распада СССР лучшее вооружение оказалось в руках вооружённых сил республик, вышедших из состава Советского Союза. В 2018 году Владимир Вольфович заявил, что в армии должно быть восстановлено 7-е управление спецпропаганды и организовано привлечение в армию востоковедов (в том числе для разъяснения гражданскому населению целей военной операции России в Сирии), чтобы не допустить повторения идеологических ошибок СССР, совершённых в Афганской войне.
В 2010 году его партия внесла в Госдуму законопроект о возможности освобождения гражданина за сумму в размере 1 миллиона рублей от прохождения срочной службы: по мнению Жириновского, это позволило бы не только обеспечить финансирование «контрактников», но и решило бы проблему дачи взяток военкомам (подобные схемы, по словам ЛДПР, якобы были узаконены в некоторых постсоветских и европейских странах). Однако инициативу ЛДПР отвергли представители «Единой России». В 2012 году Жириновский снова выступил за перевод армии на добровольную основу и расширение контрактной системы, подтвердив приверженность идее контрактной армии и в 2018 году.
По словам Жириновского от 2017 года, в гипотетическом вооружённом конфликте со странами НАТО Россия продолжала бы использовать и флот, и сухопутные силы, а ядерное оружие применяла бы в самом конце — в случае, если бы противник находился на подступах к Москве.

### Государственная безопасность
В 2004 году Жириновский в интервью Дмитрию Гордону, комментируя занятие высокопоставленных должностей в российском правительстве лицами, служившими в КГБ СССР, отметил, что подобная картина может произойти в любой стране: в качестве примера он привёл Джорджа Буша-старшего, который ранее занимал пост директора Центральной разведки. По его мнению, сотрудники спецслужб лучше других подходят на пост главы государства, поскольку понимают сложность проблем войны и мира как никто другой. После терактов в Брюсселе, прогремевших 22 марта 2016 года, Жириновский поставил вопрос о необходимости восстановления структуры КГБ СССР в органах государственной безопасности, призвав подготовить несколько сотен тысяч офицеров, взять под контроль все транспортные коммуникации, организовать патрули и обеспечить контроль телефонных переговоров.
Комментируя борьбу против терроризма в мире, Жириновский в 2017 году подметил, что спецслужбы многих стран мира часто арестовывают деятелей террористических группировок только после того, как будет совершён теракт.

## Общество
Жириновский утверждал, что вместе со своей партией был первым в России, кто выступил за введение четырёхдневной рабочей недели с одновременным сокращением праздничных дней, оставив только 1 января и 9 мая в качестве праздников. По его словам, его предложение о сокращённой рабочей неделе в дальнейшем «позаимствовали» Всемирная организация здравоохранения и некоторые «общественно-политические силы внутри России». В 2004 году он заявил, что его партия минимум четыре раза выводила страну из опасных кризисов.
В 2000-е годы Жириновский поддерживал «силовые методы» для урегулирования кризиса в Чеченской Республике и ликвидации исламского экстремизма: в частности, он считал необходимым провести тщательную разведку и уничтожение всех возможных баз исламских террористов, а также временно переселить беженцев в другие регионы России и позволить им вернуться после стабилизации обстановки. По мнению Жириновского, затяжной конфликт в Чечне был выгоден западным политическим силам.
Жириновский предлагал узаконить многожёнство на всей территории страны (в том числе для немусульманского населения) как средство решения демографического кризиса (в том числе для мужчин, у которых уже есть дети).
Жириновский не исключал возможность принятия в России закона об однополых браках. В 2013 году интервью телеканалу «Дождь» он заявил о гомосексуальности: «В любой стране мира это было исторически. Это часть биологической сущности человека. Это не культура, это не болезнь. Это невозможность гармонии половых отношений между мужчиной и женщиной, и природа даёт выход». При этом политик отмечал, что законодательные попытки запрета гей-пропаганды дают обратный эффект. В том же году в России был принят федеральный закон 135-ФЗ, запрещавший «пропаганду нетрадиционных сексуальных отношений среди несовершеннолетних»: фракция ЛДПР не голосовала за него в первом чтении, но поддержала законопроект во втором и третьем чтениях. По словам Жириновского, фракция не голосовала в первом чтении, чтобы не давать лишних поводов СМИ для обсуждения этой темы. В 2017 году в интервью Юрию Дудю Жириновский заявил, что во фракции ЛДПР представителей секс-меньшинств не было, а сексуальные взгляды человека являются сугубо его личным делом.
В 2012 году во время президентской кампании выступал за понижение пенсионного возраста для мужчин до 58 лет, а для женщин до 53 лет. Также поддерживал повышение размеров ряда пособий семьям: ежемесячное пособия на ребёнка до 7 лет — не менее прожиточного минимума, пособие для ребёнка до предоставления ему места в детском дошкольном учреждении — не менее 20 тысяч рублей, материнский капитал («семейный») — 500 тысяч рублей за рождение первого ребёнка, 700 тысяч рублей за второго ребёнка. Считал недопустимым сокращение пособий по беременности, родам и уходу за детьми.

### Здравоохранение
Помимо необходимости многократного повышения финансирования здравоохранения, Жириновский выступал за восстановление института лечебно-трудовых профилакториев, принудительное лечение наркоманов и алкоголиков, обязательное тестирование на алкогольную и наркотическую зависимость граждан РФ и за национализацию системы здравоохранения, поскольку передача этих объектов в частные руки не привела к нормальному развитию системы.
В 1998 году Жириновский выступил за легализацию и контроль проституции в России, заявив, что государство должно тратить полученные с неё деньги на борьбу против негативных социальных явлений — воспитание, здравоохранение (в том числе борьбу против СПИДа), реабилитацию провинившихся и даже на ликвидацию корней проституции. В 2004 году он сказал, что проституция представляет опасность для женщин в виде распространения венерических заболеваний, но предлагал учредить «салоны особых медицинских услуг», чтобы разрешить какие-то проблемы, возникающие не только у мужчин, но и женщин.

### Межнациональные отношения
В начале 1990-х годов Жириновский, начиная свою политическую карьеру, нередко встречался с представителями разных национальных общин и землячеств в Москве (осетинской, армянской, турецко-месхетинской, еврейской и другими общинами), заручаясь их поддержкой на выборах. В частности, он выступал на встречах еврейской общины в еврейском театре «Шалом», а также встречался с турками-месхетинцами в Парламентской Ассамблее Совета Европы. При этом в 2011 году Жириновский в интервью «Радио „Свобода“» отметил, что его партия выступает «за русских в том плане, чтобы укрепить фундамент государства», поддерживая идею признания русского народа государствообразующим. Также он заявил, что не выступает против какой-то нации, а его партия хочет видеть общество, где все народы уважают друг друга и не проявляют ни к кому агрессию. При этом в его адрес даже звучали обвинения в «заигрывании» с ультраправыми националистическими группировками, которые Жириновский всячески отрицал. Многими политиками и экспертами взгляды Жириновского нередко характеризовались как близкие к взглядам русских националистов.
По словам самого Жириновского, его партия активно выступала против дискриминации русских на постсоветском пространстве. Он также выступал против идеи привлечения гастарбайтеров на работу, считая, что разрешить миграцию в России надо только «соотечественникам и профессионалам своего дела»: более того, иностранные рабочие не должны были бы въезжать в Россию, пока в стране была бы безработица. В 1996 году во время предвыборной кампании он выразил готовность в течение трёх месяцев «выселить из России „гастролёров“ из Закавказья», а на фоне Первой чеченской войны даже готов был обязать чеченскую общину выделить компенсацию каждому русскому беженцу из Чечни (1 млрд рублей на человека) и семьям погибших в Чечне российских военнослужащих (10 млрд рублей на семью). В 2000 году он предложил ввести визовый режим с некоторыми странами СНГ. Во время предвыборной кампании 2012 года Жириновский пообещал в случае своей победы полностью изгнать мигрантов из России и предоставить рабочие места гражданам РФ. В 2018 году он выступил за изменение преамбулы Конституции с «Мы, многонациональный народ» на «Мы, русский и другие народы…».
В октябре 2013 года в эфире программы «Поединок» на телеканале Россия-1 Жириновский заявил о необходимости ограничения рождаемости в республиках Северного Кавказа, мотивируя это «противодействием терроризму»: в ходе дискуссии он буквально предложил «выгнать» чеченцев, дагестанцев и осетин из Центральной России, а также «окружить колючей проволокой» Северный Кавказ. Разразился скандал, в ходе которого думская комиссия по депутатской этике заявила о недопустимости «некорректного использования демократических принципов парламентской риторики для обнародования позиции по вопросам политических отношений». 5 декабря того же года на круглом столе думского комитета по делам национальностей, который обсуждал стратегию национальной политики до 2025 года, спикер парламента Чечни Дукуваха Абдурахманов обвинил Жириновского в фашизме, а глава комитета по делам национальностей Гаджимет Сафаралиев обратился с запросом в Генпрокуратуру на проверку наличия пропаганды экстремизма в высказываниях Жириновского в эфире телеканала. В итоге Жириновский принёс извинения с трибуны, сославшись на то, что его спровоцировали на подобное высказывание. В то же время это был не первый подобный скандал с упоминанием коренных национальностей России в контексте предвыборной программы или агитации ЛДПР: в 2011 году Жириновский сказал, что ему однажды пришлось направлять письма руководителям Татарстана и Башкортостана в связи с тем, что от имени ЛДПР стали распространяться призывы депортировать татар и башкир в Монголию. Жириновский добавил, что тогда же отправил в правоохранительные органы письмо с призывом арестовывать тех, кто действительно высказывал подобные призывы.

## Образование, наука и культура
Жириновский выступал за отмену ЕГЭ как формы аттестации выпускников средних школ и способа приёма в вузы, поскольку этот экзамен «не оправдал возложенных на него надежд», а также призывал полностью отменить вступительные экзамены в вузы. Систему образования он подвергал критике также за неравномерные доходы населения, утверждая, что молодое поколение, занимающееся деятельностью в культурно-развлекательной сфере (блогеры), зарабатывает во много раз больше, чем люди старшего поколения за всю свою жизнь. По его словам, задачей образования в России должно было стать воспитание самодостаточных граждан, которые в дальнейшем не будут «мечтать о революции, мятеже, перевороте».
Неоднократно Жириновский выступал за отказ от использования иностранных заимствований в русском языке при наличии русских аналогов, хотя ещё в 2005 году был принят закон «О государственном языке», предусматривавший запрет на использование иностранных слов в ряде сфер (разные законодательные акты, удостоверения личности, деятельность СМИ и реклама) при наличии общеупотребительных аналогов. Также он выступал за то, чтобы изучение национальных языков в республиках РФ было обязательным только для местных национальностей, но сугубо добровольным для этнического русского населения. Среди его эксцентричных предложений касаемо русского языка был даже вариант исключения из русского алфавита буквы «Ы».
Владимир Вольфович также критически отзывался о деятельности телеканала НТВ в 1993—2001 годах, когда им владел Владимир Гусинский: по словам Жириновского, НТВ «выливало гадость» на зрителей. Однажды он и вовсе выдвинул предложение «отключить» телевизионное и радиовещание на выходные по всей России, чтобы свести к минимуму их отрицательное влияние на настроение россиян. Среди иных предложений Жириновского в области культуры упоминалось требование запретить российскую комедию «Самоубийцы» ещё до выхода картины в прокат, основываясь только на названии фильма.
Жириновский презрительно отзывался о рэпере Моргенштерне, признавая при этом, что студенты не воспринимают информацию от педагогов и больше слушают блогеров. Комментируя этот факт, в декабре 2021 года на заседании Государственного совета он даже предложил свою кандидатуру на пост спикера общества «Знание», обещая заговорить с молодёжью «другим языком».

## Спорт
Владимир Жириновский неоднократно высказывался о спорте, комментируя разные события в футболе, в том числе связанные с выступлениями российских команд и спортсменов на международных турнирах. Начиная с 7 февраля 1958 года, он был членом спортивного общества «Юный Динамовец». По его словам, в 1990-е годы к его партии за помощью неоднократно обращались фанаты московского «Динамо»: партия помогала задержанным милицией за хулиганство болельщикам, а также оплачивала поездки на гостевые матчи клуба. От лица ЛДПР он предлагал Министерству спорта инициативу продажи за час до каждого футбольного матча в России всех нераскупленных билетов по сниженной цене, чтобы решить проблему с посещаемостью. Также, по его мнению, стоило выделять бесплатные билеты школьникам, студентам и учащимся спортивных секций на футбольные матчи.
Жириновский настаивал на том, что популяризацию футбола среди детей возможно провести путём финансирования детских спортивных школ и проведения всероссийских турниров по всей стране, которые могли бы помочь найти талантливых игроков и развить их качества. К наличию легионеров в российских командах он относился крайне негативно, считая, что менеджеры футбольных клубов не хотят создавать систему подготовки футболистов, строить стадионы, открывать футбольные секции и привлекать молодёжь, а предпочитают покупать за огромные деньги легионеров из Африки и Латинской Америки, чтобы те гарантированно принесли им победу в том или ином турнире. По его словам, российские менеджеры перешагнули этапы подготовки отечественных игроков, решив, что кадровый вопрос можно решить путём приобретения иностранцев.
В 2018 году Жириновский призвал не отправлять в тюрьму арестованных за драку Александра Кокорина и Павла Мамаева, утверждая, что разумнее было бы предложить их отправить в «горячие точки» (в Донбасс или Сирию), чтобы те могли учить местных военных или детей играть в футбол. По его словам, футболисты должны были бы выплатить также компенсацию пострадавшим в размере 1 млн евро, что стало бы формальным наказанием без лишения свободы.

## Внешняя политика
Многие из взглядов Жириновского на внешнюю политику характеризовались как близкие к политике русского имперского национализма, ирредентизма и реваншизма: жёсткую внешнюю политику России Жириновский считал единственным для России выигрышным вариантом развития и сохранения внешнеполитических позиций. По мнению газеты «Ведомости», именно «имперская» риторика Жириновского могла способствовать победе его партии на выборах в Государственную думу в 1993 году.
Нередко журналистами приводилось высказывание Жириновского о его мечте, чтобы русские солдаты «омыли свои ноги тёплой водой» в Индийском океане, однако Жириновский отрицал, что когда-либо подобное произносил. В 1998 году Жириновский заявил, что Министерство иностранных дел Российской Федерации и его тогдашний глава Игорь Иванов находятся «полностью под колпаком у Государственного департамента США», а все публичные заявления МИД РФ якобы согласовывались тогда с чиновниками Госдепа. Во время своей предвыборной кампании 2000 года Жириновский призывал граждан России перестать думать о превосходстве западного мира над их страной.
В то же время Жириновский называл в некоторых интервью Россию государством в основном в европейском формате, в котором «самые свободные выборы» состоялись, на его взгляд, только 15 ноября 1917 года: в 2019 году в интервью газете «КоммерсантЪ» он сказал, что после Февральской революции 1917 года Россия шла на пути к европейской демократии, с которого свернула из-за Октябрьской революции. Также он неоднократно посещал азиатские страны (Иран, Индия, Пакистан, КНР и Тайвань), позиционируя себя как сторонника широких международных связей и противника каких-либо ограничений.

### Распад СССР и русский ирредентизм
Жириновский осудил подписание Беловежских соглашений, назвав распад СССР расколом исторического российского государства, которое строилось на протяжении столетий. По его словам, предпосылки к распаду заложил Ленин в государственном устройстве СССР в виде идей национальных республик: хотя 17 марта 1991 года на Всесоюзном референдуме о сохранении СССР подавляющая часть голосовавших высказалась за сохранение СССР, многих жителей республик в итоге «обманули» из-за того, что параллельно Всесоюзному референдуму состоялись референдумы о статусе независимости отдельных республик. В интервью Дмитрию Гордону в 2004 году он говорил, что распад СССР стал серьёзной катастрофой в военном, экономическом и политическом планах, однако возвращение в состав России бывших советских республик Жириновский считал вполне возможным без «советской» идеологической оболочки. Все заявления американских советологов о возможном распаде Российской Федерации Жириновский обосновывал обычным страхом этих людей перед реинтеграцией бывших советских республик в состав самой России, а территориальные уступки, по мнению Жириновского, должны были бы осуществляться только путём референдума.

#### Украина
Жириновский неоднократно выступал за возвращение в состав России территорий Украины путём организации специального референдума, однако детали возможного присоединения варьировались в разных интервью. В 1991 году Жириновский утверждал, что в состав России могут войти все регионы Восточной и Южной Украины вместе с Крымом, а под контролем украинских властей останутся только территории шести областей Западной Украины — Закарпатской, Львовской, Тернопольской, Ивано-Франковской, Волынской и Ровенской, которые объединятся в государство со столицей во Львове. Однако, по словам Жириновского, через несколько месяцев после закрепления подобных территориальных изменений на территорию этих шести областей могут вступить польские войска. В марте 2014 года секретарь МИД Польши Марцин Войцеховский сообщил, что Жириновский отправил ему письмо с предложением обсудить гипотетический раздел территории Украины, но эти предложения поляки сочли «настолько странными», что даже не решились всерьёз это обсуждать.
На заседании Государственной думы от 25 декабря 1998 года Владимир Жириновский, комментируя российско-украинские отношения, заявил, что в связи с тем, что Россия и Украина не подписывали какой-либо договор о государственной границе между двумя странами, существует возможность предъявления территориальных претензий на регионы Украины, в том числе и со стороны Турции: по его словам, Турция могла предъявить претензии на территорию Автономной Республики Крым, ссылаясь на один из пунктов Кючук-Кайнарджийского мирного договора, однако тогда Россия не могла бы оспорить этот пункт. Подписание договора о границе Жириновский считал в связи с этим нецелесообразным, утверждая, что этот договор подготовили некие «антирусские силы»: даже при подписании рамочного соглашения Россия бы тогда обязывалась подписывать все последующие договора, которые бы наносили удар по её внешнеполитиеским интересам. Тогда же он обвинил Украину в попытке закрыть небо для российских военных самолётов, которые доставляли припасы оперативной группе российских войск в Приднестровье. Комментируя способы разрешения возникшей ситуации, Жириновский предложил украинским властям провести референдум в марте 1999 года о том, должны ли граждане Украины жить в едином государстве с гражданами России: он утверждал, что 90 % голосовавших согласились бы на это.
В 2006 году Жириновский предполагал, что в случае проведения специального референдума от 50 до 80 % жителей Украины могли бы поддержать вхождение страны в состав Российской Федерации: тогда же он снова упомянул возможность шести западных областей (по сравнению с 1991 годом вместо Ровенской он назвал Черновицкую) отказаться от вхождения в состав России и их право присоединиться к Польше. В 2010 году он уже рассматривал возможность присоединения Украины и Белоруссии к России с формированием новых соответствующих федеральных округов. В 2008 году в одном из радиоинтервью Жириновский, обсуждая распад СССР и критикуя решение Никиты Хрущёва о передаче в 1954 году Крымской области из состава РСФСР в состав УССР, заявил, что внешнеполитическими средствами Россия может в перспективе вернуть под свой контроль ряд территорий пограничных государств, в том числе Крым, Абхазию и Южную Осетию.

#### Средняя Азия
В 2004 году Жириновский заявил, что выступает за возвращение территорий Средней Азии в состав России, поскольку там проживали «тихие люди»: этот регион был экономически процветающим благодаря экспорту хлопка, шерсти и фруктов, а также считался самым безопасным из регионов, входивших в состав СССР. Жириновский отмечал тогда более высокий уровень безопасности по сравнению с Кавказом, где на тот момент царила опасная ситуация. По его словам, присоединение непосредственно Северного Кавказа к Российской империи было обосновано именно стремлением российских правителей ликвидировать исходившую оттуда опасность набегов и восстаний, а Закавказье вошло в состав России более спокойным путём, поскольку их жители просили у России помощи и защиты от набегов со стороны Ирана и Турции. Гипотетическое присоединение республик Средней Азии он обосновывал наличием таких ресурсов, как нефть, газ, уран, золото, шерсть, крупный рогатый скот и хлопок. В феврале 2014 года Жириновский выступил за создание «Среднеазиатского федерального округа», куда вошли бы Узбекистан, Кыргызстан, Таджикистан, Туркменистан и Казахстан, однако МИД Казахстана подготовил ноту, в которой попросил российские власти дать оценку словам Жириновского, поскольку тот также нелестно высказался о казахах. Комментируя присоединение Польши к Российской империи и образование Царства Польского, Владимир Вольфович утверждал, что корни острых российско-польских отношений кроются в истории Польши и трёх её разделах между Россией, Австрией и Пруссией.
В 2018 году он озвучил очередное предложение о присоединении к России вышедших из состава СССР республик на правах «губерний». В январе 2022 года он поддержал идею о возможном присоединении Северного Казахстана к России. В идеале Жириновский считал необходимым включение всех бывших республик СССР в состав России, ожидая укрепление и развитие страны в случае выхода к границам по состоянию на 1977 год (позже указывал в качестве даты 1 января 1990 года), однако полагал, что Западная Европа будет выступать против любых подобных территориальных изменений. По его мнению, у России были ресурсы и возможности для ликвидации всех горячих точек на постсоветском пространстве в течение одного года: в случае решения проблем по очереди это могло бы занять от 20 лет.

### НАТО и западные страны
Жириновский осуждал расширение НАТО на восток и включение в его блок таких стран, как Украина и Грузия. В 2006 году в эфире программы «Свобода слова» Савика Шустера он заявил, что НАТО в случае присоединения Украины попытается использовать базу ВМС в Крыму для размещения баллистических ракет, в радиусе которых могли бы оказаться многие крупные города России. Украина и Польша, по его мнению, могли бы использоваться только как страны, предоставляющие право прохода войскам НАТО, а не как важные страны-участницы блока. Шанхайскую организацию сотрудничества Жириновский считал гипотетическим противовесом НАТО в мире. Вступление России в НАТО он считал неприемлемым, в то время как вступление России в Евросоюз ему казалось возможным при условии роспуска блока НАТО. Критически высказывался о внешнеполитическом влиянии США, считая, что основу экономической мощи Штатов составляет «ничем не обеспеченный» доллар, который был, по его мнению, слабее евро: обрушение доллара, согласно Жириновскому, могло привести к серьёзной геополитической катастрофе в Штатах.
В марте 2021 года Жириновский заявил о необходимости усиления российского культурного влияния в странах, где подвергаются дискриминации русскоговорящие граждане. По его словам, эти усилия могли бы помочь русскоговорящим негражданам Эстонии и Латвии получить паспорта этих стран и избавиться от всех ограничений в обществе, а также предотвратить закрытие русскоязычных СМИ. 18 января 2022 года Жириновский, комментируя возможный выход ряда стран из НАТО и возвращения блока к границам на 1997 год, назвал целесообразным окончательный роспуск блока с ликвидацией любого ядерного оружия в Европе.

### События на Украине после 2014 года
Начиная с момента Евромайдана, Жириновский не признавал новые власти Украины легитимными. Во время войны на юго-востоке Украины Жириновский поддержал пророссийских сепаратистов в лице самопровозглашённых Донецкой и Луганской Народных Республик, а в мае 2014 года направил личный внедорожник «Тигр» в ЛНР. В августе 2014 года Жириновский предложил отправить заключённых из тюрем в Донбасс, чтобы они оказали помощь в обороне ДНР и ЛНР. По его мнению, во время начала конфликта российские власти не оказали достаточной поддержки пророссийским движениям на Украине, что привело к подавлению подобных выступлений во всех других регионах страны.
Общественно-политическую ситуацию на Украине Жириновский оценивал критически. Так, летом 2019 года он назвал сложившееся положение дел на Украине «раком четвёртой стадии», предположив возможность госпереворота со следующим отделением части Украины и её присоединением к России.
Жириновский неоднократно заявлял, что на фоне несоблюдения Второго минского соглашения у России есть полное право вмешаться в конфликт на востоке Украины и поддержать пророссийские силы. Согласно сообщению газеты «Московский комсомолец» от 14 декабря 2021 года, возможной датой начала боевых действий с участием России мог стать февраль 2022 года, а именно дни проведения Зимней Олимпиады.
На заседании Госдумы от 22 декабря 2021 года Жириновский комментировал кризис в двусторонних отношениях Украины и России, а также переговоры России и НАТО о гарантиях безопасности. В частности, Жириновский произнёс следующее:

Посмотрите мои выступления в декабре и ноябре на различных политических тусовках, я это и говорил, но своим языком: как надо с ними разговаривать, что нужно от них требовать. Не надо бряцать оружием, надо сказать: давайте выполнять, а если отказываетесь, тогда мы можем принять другую программу, а какую — вы почувствуете в 4 часа утра 22 февраля.
Я хотел бы, чтобы 2022 год был годом мирным, но я люблю правду. Вот 75 лет говорю правду! Это будет год не мирный, это будет год, когда наконец Россия снова станет великой страной, и все должны заткнуться и уважать нашу страну. Иначе они нам заткнут рот и будут истреблять русских сперва на Донбассе, а потом в западной части России. Поэтому давайте в этом плане поддержим новое направление во внешней политике России.

Российская пресса позже утверждала, что Жириновский в этом обращении предсказал вторжение России в Украину, хотя и ошибся на двое суток с датой начала активных боевых действий. Сам же Жириновский заявлял, что признание независимости ДНР и ЛНР могло бы привести к новым санкциям против Российской Федерации, но не разрешило бы полностью вопрос безопасности русскоязычного населения на Украине.

### Отношения с исламскими странами
Владимир Жириновский утверждал, что российской армии нужны военные востоковеды для разъяснения гражданскому населению целей участия России в военной операции в Сирии, а также сути событий в Турции и Афганистане. Отмечая мужество советских солдат в боях Афганской войны против моджахедов, Жириновский признавал, что СССР допустил ошибку в оценке внешнеполитической ситуации, принимая решение о вводе войск в Афганистан в 1979 году. По его мнению, нехватка востоковедов привела к неправильной оценке возможных последствий ввода войск: Институт востоковедения не только не провёл реальную экспертизу, но и даже поспешил подтвердить правоту решения Леонида Брежнева:

О чём думали, принимая решение о вводе войск? Не обо всём мире, не о том, что погибнут 13 тысяч русских солдат — а о том, чтобы помочь Нур Мохаммаду Тараки. Вот он понравился Брежневу — и армия пошла в Афганистан, а не понравился бы — не пошла бы.

По мнению Жириновского, ввод войск в Афганистан должен был сопровождаться и вмешательством в дела Пакистана, поскольку у пуштунов базы были в Пакистане, однако СССР этого не сделал. В дальнейшем Жириновский утверждал, что востоковедческая подготовка российских военных оставляла желать лучшего. Однако он признавал, что действия российских войск на Кавказе позволили остановить наступление исламских экстремистов на Европу.
В 2004 году Жириновский заявил, что занимал антитурецкую позицию по вопросам греко-турецких отношений, Северного Кипра, Грузии и принадлежности Крыма.
В 2015 году в Москве на «открытой трибуне» Жириновский, выступая на тему «Ситуация на Ближнем и Среднем Востоке. ИГИЛ как угроза для цивилизации», заявил, что террористическая группировка ИГИЛ представляет собой угрозу для Европы, России и Китая, причём по России эта группировка может нанести удар через Среднюю Азию в тот самый момент, когда НАТО попытается ослабить Россию на европейском участке. По его словам, «Талибан», «Аль-Каида» и ИГИЛ создавались с целью ведения войны против России и осуществления контрабанды нефти. В связи с этим он считал важным вмешательство России в ситуацию на Ближнем Востоке и оказание Россией помощи правительству Сирии для борьбы с исламским терроризмом: Жириновский предполагал, что Россия может выполнить ту миротворческую миссию, с которой Западные страны не справляются свыше 25 лет (согласно его словам от 2015 года).
В 2017 году Жириновский в интервью Юрию Дудю сказал, что СССР и Россия совершают ошибки в политике на Ближнем Востоке «50 лет, если не все 100».

## Высказывания о политиках

### Антикоммунистические взгляды
Владимир Жириновский позиционировал себя и свою партию как ярых противников коммунистической идеологии и партии КПРФ в частности, называя последнюю полноценным правопреемником КПСС. Он утверждал, что КПРФ, в отличие от других бывших коммунистических партий Восточной Европы, не отказалась от своей программы и не отреклась от ряда своих идеологических убеждений, связывающих её с КПСС. В 1999 году он в интервью телеканалу «Сургут-ТВ» назвал коммунизм «политическим СПИДом» и заявил, что пока коммунистов не отстранят от власти, в стране всё ещё будут нерешённые проблемы. В январе 2006 года Жириновский стал единственным членом российской делегации, который поддержал резолюцию ПАСЕ, осуждающую «преступления тоталитарных коммунистических режимов», и даже призвал арестовать Геннадия Зюганова, участвовавшего в сессии — незадолго до представления проекта резолюции он заявил, что это первый случай, когда он согласен с мнением ПАСЕ по какому-либо вопросу.
8 мая 2008 года в Государственной думе состоялось голосование по поводу назначения на должность председателя Правительства Российской Федерации Владимира Путина. Жириновский в своей речи выразил недовольство тем, что КПРФ объявила о намерениях голосовать против Путина, и напомнил коммунистам о провалах и неудачах КПСС:

Мы пошли по левому пути. Ночью в октябре семнадцатого левые взяли власть. Шли 75 лет — ну и где результат? 75 лет! При этом, при этом у этой власти было всё в руках. Когда сегодня вы говорите, что вы построили заводы, да — кто строил? Заключённые и солдаты советской армии. 75 процентов! 75 процентов! А Беломорканал — только заключённые! […] Когда вы говорите, что выехали за границу учёные, да это потому, что вы их не выпускали. Они поехали. Наконец, им дали свободу, и они поехали. Не потому, что они хотели бросить нашу страну, но они устали жить в закрытом государстве! Когда только выпускали своих, партноменклатуру. […] Много хорошего было при социализме, но чего вы его не удержали? Почему вы в августе девяносто первого года сдали власть? Взяли ночью и сдали! Всё! Поэтому не надо нам здесь морочить голову.

В 2011 году Жириновский в интервью русской редакции радио «Свобода» говорил, что КПРФ крепко связана с ленинизмом и сталинизмом, и критически отзывался о деятельности Бориса Ельцина как человека, который сам прежде был секретарём ЦК КПСС. В телеэфире он нередко грозился тем, что добьётся запрета деятельности КПРФ и подобных ей партий в России.
Жириновский резко негативно относился к Владимиру Ленину, называя его «террористом», считая его виновником гибели Российской империи и обвиняя в организации «красного террора». По его мнению, Ленин выполнял политический заказ извне при заключении в 1918 году Брестского мира с Центральными державами. Сам он неоднократно призывал вынести из Мавзолея тело Ленина и похоронить его по всем полагающимся традициям: среди его предложений были как похороны на Мытищинском мемориальном кладбище, куда он предлагал перенести все кремлёвские захоронения, так и кремация с захоронением на кладбищах, где покоятся родители Ленина (мавзолей мог быть при этом либо разобран и снесён, либо переоборудован в трибуну для публичных выступлений глав государства. Захоронение Ленина он считал важным шагом для России в плане осмысления советского периода истории, а возражения со стороны коммунистов воспринимал как их страх лишиться голосов на выборах. В 2018 году Жириновский во время поездки на Средний Урал выступил против какого-либо увековечивания деятелей Октябрьской революции, заявив, что «именами убийц не должна быть названа ни улица, ни площадь, ничего», и на этом фоне предложил переименовать Свердловскую область в «Уральскую».
О себе Жириновский говорил, что любил «подковырнуть» не только представителей левых партий, но и «демократов». Он критиковал левые политические идеи за идею «уравниловки», поскольку в связи с этим люди, пытаясь вырваться из этой системы и приобрести более ценные материальные блага, готовы идти на преступление. В 2004 году в интервью Дмитрию Гордону Жириновский заявил:

Всегда будут богатые и бедные. Всегда будут умные и дураки. При любом режиме — при царе, советская власть, новая Россия, постмодернистская Россия, через сто лет. Но не должно быть «уравниловки», так сказать. А левые на этом играют.

Отношение Жириновского к Иосифу Сталину было также резко негативным из-за того, что сталинские репрессии затронули и семью самого политика. Владимир Вольфович, который был свидетелем прощания со Сталиным в Колонном зале, неоднократно высказывался с осуждением сталинских репрессий и, в частности, осуждал «чистку» кадров РККА, считая это одной из причин неудач в начале Великой Отечественной войны. Он называл сталинские репрессии крупнейшими по количеству репрессированных и масштабу, а идею КПРФ ежегодно возлагать цветы к могиле Сталина в день его рождения считал неприемлемой. По мнению Жириновского, популярность Сталина у молодого поколения была вызвана несправедливостью современного общества и множеством мифов о Сталине; в то же время в 2009 году он заявил, что Сталину было место «на скамье подсудимых военного трибунала» и что он приговорил бы его к смерти за репрессии. Говоря о деятельности Сталина во время Великой Отечественной войны, Жириновский лично считал ошибочным решение вождя поддержать открытие второго фронта на Западе, полагая, что и без этого советская армия могла бы не только разгромить Германию, но и сама освободить Западную Европу от гитлеровской оккупации. В 2010 году он сказал, что если бы жил в одно время со Сталиным и работал в его команде, то убедил бы его не проводить антирелигиозную политику и отказаться от идеи раскулачивания, а также попытался бы убедить его нанести превентивный удар по немецким войскам 20 июня 1941 года.
При этом Жириновский в 2005 году отмечал определённые достоинства советского общества: более гармоничное общество, отсутствие наркомании и проституции, относительно низкие цены на товары и услуги, крайне небольшой объём недвижимого имущества госслужащих. Он полагал, что в случае проведения гипотетического опроса о наиболее идеальной эпохе СССР подавляющее большинство остановилось бы на выборе эпохи «позднего Хрущёва — Брежнева». В 2002 году он заявил, что процесс распада СССР начался в день смерти Брежнева и что былой уверенности в завтрашнем дне с того момента у граждан СССР уже не было.
В 2021 году на одном из последних заседаний Госдумы со своим участием Жириновский не только потребовал лишить депутатского мандата Валерия Рашкина, но и грубо выразился в адрес главы комитета по Арктике Николая Харитонова, депутата Госдумы от КПРФ, и всего коммунистического движения в целом. Лидер КПРФ Геннадий Зюганов признавал, что их политические взгляды с Жириновским были абсолютно разными, однако оба придерживались одной цели — укрепления государства.

### Взгляды на политическую оппозицию
Говоря о парламентских партиях, Жириновский считал их исключительно оппозиционными, поскольку они критиковали правительство и руководство, но не давали поводов для оптимизма (по его словам, только ЛДПР предоставляла подобные поводы). По мнению Жириновского, высказанному в 2004 году Дмитрию Гордону, оппозиция в политической системе России должна критиковать власть, подсказывать ей, но ни в коем случае «не толкать страну в пропасть». Однако партии либерально-демократических взглядов наподобие «Яблока» Жириновский критиковал за сильные прозападные политические убеждения. По его мнению, «молодые реформаторы» наподобие Григория Явлинского и Егора Гайдара заняли свои должности в российском правительстве отчасти благодаря определённой идеологической подготовке и соответствующей прозападной риторике, но физически и морально к политической деятельности они не были готовы. Он также считал, что обучавшиеся на Западе политики и общественные деятели составляли так называемую «пятую колонну»: по его словам, подготовкой подобных лиц занимались фонд Фридриха Наумана и фонд имени Фридриха Эберта, с которыми были связаны такие видные политики либерал-демократического движения, как Григорий Явлинский, Борис Немцов, Ирина Хакамада, Владимир Рыжков, движение «Комитет-2008» и т. д. В то же время их деятельность по состоянию на 2004 год Жириновский оценивал как не особо эффективную. В том же году в интервью газете «Коммерсантъ» он заявил, что большая часть министров в правительстве России не имела «патриотическую направленность» и больше была направлена идеологически на Запад.
Жириновский также презрительно отзывался о российских олигархах, которые занимались вывозом капитала из страны, и советских перебежчиках, получивших политическое убежище на Западе. По его словам, все олигархи были связаны с коррупционными схемами в России и с процессом приватизации, в связи с чем против них начали возбуждать уголовные дела. В 2004 году Жириновский предполагал, что олигархов могут попытаться физически устранить за совершённые ими преступления: по его мнению, Михаил Ходорковский должен был либо отсидеть ещё (на тот момент) 7 лет по делу ЮКОСа, прежде чем выйти на свободу, либо получить в итоге пожизненный тюремный срок. Своё мнение о необходимости вынесения Ходорковскому приговора в виде пожизненного лишения свободы он повторил в 2005 году, заявив, что приговор в виде 9 лет лишения свободы за мошенничество является слишком мягким и что пожизненный срок должен получить также и Платон Лебедев за вывоз огромного количества финансовых средств из страны. В 2011 году он заявил, что богатство многих российских олигархов вызывает сомнения в законности его появления, поскольку во время президентства Ельцина законы нарушались постоянно на всех уровнях. В 2017 году Жириновский включил, помимо Ходорковского, Владимира Гусинского, Бориса Березовского и Бориса Немцова в список крупнейших лиц, против которых велось следствие по обвинению в участии в коррупционных схемах: критика в адрес властей от этих людей, по мнению Жириновского, была как раз связана с коррупционными схемами и интригами.
В 2017 году Жириновский заявил, что деятельность Алексея Навального направлена на раздробление Российской Федерации и настолько же опасна, как и революционная деятельность Ленина, приведшая к подписанию унизительного для России Брестского мира. Также он сравнивал Навального со Львом Троцким и рядом участников внутрипартийной борьбы в ВКП(б) в 1920-е годы, отстаивая тезис о финансировании большевиков из-за границы и полагая, что аналогичное финансирование есть и у ФБК. 2 февраля 2021 года он крайне резко высказался о реальном тюремном сроке в отношении Навального:

По совокупности он лет 15-20 должен получить. Выйти оттуда и потом в Институт имени Сербского. Ещё там лет пять. Вся его жизнь должна пройти в казематах и лечебных учреждениях. Это нездоровый человек, он свою семью не бережёт.

### Отношение к другим политикам

#### Борис Ельцин
Жириновский неоднократно критиковал первого президента России Бориса Ельцина и называл его «преступником», инкриминируя ему не только падение уровня жизни в стране, но и огромные потери в первой чеченской войне. В 2004 году Жириновский заявил, что Ельцин не хотел становиться президентом, но «демократы» якобы заставили его принять эти обязанности. По мнению Жириновского, занимавший пост первого заместителя министра Госстроя Ельцин не был пригоден для полноценной государственной деятельности. Отдельные встречи Ельцина с депутатами Государственной Думы и высокопоставленными правительственными чиновниками происходили раз в несколько лет, по словам Владимира Вольфовича. По словам Жириновского, с момента начала Перестройки и до конца правления Ельцина в России «расстреляли 100 тысяч ребят» (молодых людей до 30 лет, занимавшихся малым бизнесом). В то же время Жириновский отмечал, что если бы процедура импичмента Ельцину в 1999 году успешно состоялась, предпосылок для прихода Владимира Путина на пост президента не сложилось бы, а в России бы могла и вовсе установиться диктатура «в худшем варианте для всех» (в том году ЛДПР проголосовала против импичмента, инициатором которого стала КПРФ). По мнению Жириновского, Ельцин за время своего пребывания у власти отбросил страну «в 1917 год».

#### Владимир Путин
По оценке Жириновского, деятельность Владимира Путина на посту президента принесла намного больше пользы стране, чем деятельность Ельцина: к моменту назначения в 1999 году на пост премьер-министра Путин успел проработать в ФСБ, будучи её директором, и «отлично изучил страну». В 2004 году Владимир Вольфович сказал, что Путину по идеологии тогда были более близки представители коммунистических и демократических политических партий и движений, нежели сторонники ЛДПР. Согласно интервью 2017 года Юрию Дудю, Жириновский созванивался с Путиным примерно раз в месяц, а встречи проводились два раза в год в рамках встреч с лидерами фракций Думы. В том же интервью он предсказал, что Путин не намерен покидать свой пост в 2018 году, поскольку сформировал «всю свою команду по всей стране», члены которой занимают руководящие должности. Опорой Путина он называл всех министров в правительстве и губернаторов, занявших посты при Путине, при этом не считая это идеальным решением. Кандидатуры его возможных преемников в лице Игоря Сечина, Николая Патрушева или Сергея Иванова Жириновский исключал.
В 2011 году Жириновский заявил, что Путин возглавляет так называемую «питерскую политическую команду» из группы руководящих политиков, которая в 2000 году благодаря победе Путина на президентских выборах сменила «уральскую» команду Бориса Ельцина, которой, в свою очередь, предшествовали «днепропетровская» команда Брежнева и «ставропольская» команда Горбачёва. По его мнению, «географический» или «земляческий» подходы были неправильными при составлении возглавляющей страну команды: в случае победы ЛДПР на парламентских выборах или победы кандидата от ЛДПР на президентских выборах Жириновский намеревался пригласить в свою команду людей из разных регионов страны.

#### Иные личности
Жириновский положительно относился к государственному деятелю Российской империи Петру Столыпину и его реформам, считая его лучшим политиком в истории человечества. Он утверждал, что Столыпин проводил «самую нужную политику для нашей страны» и что «если бы он не был бы убит и остался бы премьер-министром, мы бы не вошли в Первую мировую войну, и была бы великая страна». Из иных государственных деятелей российской истории Жириновский также высоко оценивал императора Павла I, называя его «разумным, сбалансированным политиком» и в то же время считая, что тот должен был отправить «куда-нибудь подальше» своего сына Александра, чтобы избежать не только своей гибели, но и предотвратить возможную войну с Наполеоном. Петра I и Ивана Грозного Владимир Вольфович считал слишком жёсткими государями, а правителей России в XVIII веке называл «временщиками».
В 2004 году в интервью Дмитрию Гордону сказал, что в мире на тот момент не было действительно харизматичных политиков: наиболее близкий к этому Муаммар Каддафи пользовался популярностью только у мусульман, а Фидель Кастро считался уже «устаревшим». Также Жириновский был хорошо знаком с Саддамом Хусейном.
Предсказал победу Дональда Трампа на президентских выборах в США, отметив сбывшееся предсказание открытием бутылки шампанского в Государственной Думе (по словам Жириновского, в мире большинство отдавали предпочтение Хиллари Клинтон). Считал, что избрание Трампа было частью некоей комбинации, которая могла бы усилить напряжённость в США и накалить обстановку в мире, и отмечал, что Трамп смог выиграть выборы вопреки усилиям его противников, стремившихся его всячески дискредитировать.

## Личные
В 2013 году в беседе с Евгением Додолевым назвал Эдварда Сноудена «предателем».
С лета 2013 года Жириновский являлся вегетарианцем. В ноябре того же года он заявил о том, что члены ЛДПР постепенно перейдут на вегетарианскую пищу, так как мясо очень вредно для здоровья.
В 2013 году в интервью телеканалу «Дождь» Жириновский подробно рассказал о том, какими бы он хотел видеть свои похороны. По его словам, ему хотелось бы, чтобы панихида состоялась в Колонном зале (там планировалось выставить его государственные награды), гроб необходимо было бы пронести до университетского здания, а поминки провести в большом ресторане. В качестве кладбища Жириновский выбирал между Новодевичьим, Ваганьковским или Троекуровским кладбищами (там находился некий семейный склеп), но отказывался от захоронения у Кремлёвской стены. Также Жириновский настаивал на том, чтобы похороны прошли с государственными почестями.
В 2020 году критически высказался о роли западных союзников в победе над гитлеровской Германией во Второй мировой войне, отметив, что победы СССР над Германией и её союзниками внесли больший вклад в итоговую победу, чем сражения в Северной Африке или итальянская кампания союзников.